# Глазково (Калининский район)
Глазко́во — пригородная деревня в Калининском районе Тверской области. Относится к Михайловскому сельскому поселению.
Расположена к северу от Твери, сразу за выездом из города, на левом берегу реки Тверцы. От деревни начинается автодорога «Глазково—Мухино».
Население по переписи 2010 — 299 человек, 138 мужчин, 161 женщин.